# مسواه
مسواه (بالعبرية: משואה) (بالإنجليزية: Masua)‏ موشاف استيطاني إسرائيلية، أقيمت عام 1969 في غور الأردن شرق الضفة الغربية على أراضي بلدة الجفتلك في محافظة أريحا، وتقع إداريًا ضمن اختصاص مجلس غور الأردن الإقليمي. في عام 2018 كان عدد سكانها 170 مستوطنًا.

## الجانب القانوني
يعتبر المجتمع الدولي المستوطنات الإسرائيلية في الضفة الغربية غير قانونية بموجب القانون الدولي، لكن الحكومة الإسرائيلية تعارض ذلك.